# Mehmet Yılmaz
Mehmet Yılmaz est un footballeur turc né le 22 mai 1979 à Of, en Turquie. Il évolue actuellement à Akhisar Belediyespor, dans la Süper Lig, au poste d'attaquant.

## Carrière en sélection
Yılmaz n'a joué qu'un seul match avec l'équipe nationale de Turquie. Le 2 juin 2004, lors du match amical face à la Corée du Sud, le sélectionneur Ersun Yanal l'a fait entrer en jeu au début de la seconde mi-temps, à la place de Hakan Şükür.

## Palmarès
Samsunspor
- Meilleur buteur de la Coupe de Turquie en 2002

 Trabzonspor
- Vainqueur de la Coupe de Turquie en 2003 et 2004
- Meilleur buteur de la Coupe de Turquie en 2003